# NGC 4656
NGC 4656는 사냥개자리에 있는 상호작용은하이다. NGC 4631 은하군의 은하이다. NGC 4657과 상호 작용을 한다.